# Sperrmaß
Als Sperrmaß (in Deutschland: Spannmaß) wird in der Geodäsie und anderen Fachgebieten der Technik die Kontrolle von neu vermessenen Punkten mit dem Messband bezeichnet. Sperrmaße werden meist als Schrägdistanzen gemessen und nur relativ selten als horizontale Distanzen.
Die Messung erfolgt im Regelfall durch „Laufmaße“ (von einem markanten Punkt ausgehend), wobei das Endmaß in der Skizze meist unterstrichen wird. Auch Quer- und Höhenmaße sind bisweilen sinnvoll. Seit einiger Zeit gibt es auch handliche EDM-Instrumente, wie das Distometer von Leica, das auch im Bauwesen und in der Innenarchitektur zur raschen Ausmessung von Zimmern und Raumhöhen  eingesetzt wird.
In den Punktbeschreibungen („Topografien“) der Messpunkte sind Sperrmaße die wichtigste Hilfe, um immer die richtigen Vermessungspunkte zu wählen – denn bei wichtigen Gebäuden, markanten Stellen, Straßen- oder Wegkreuzungen gibt es oft mehrere vermarkte Punkte. Auch wenn der Punkt oberflächlich nicht mehr sichtbar ist – z. B. am Straßenrand durch mehrere Zentimeter Streusplitt überdeckt oder von der Grasnarbe überwachsen wurde, ist die Existenz von 2 bis 3 verlässlichen Sperrmaßen oft die einzige Möglichkeit, den Punkt zu finden und ökonomisch zu arbeiten.
Durch Sperrmaße kann die Zuverlässigkeit von Messpunkten entscheidend gesteigert werden, weil allfällige Fehler (falsche Zuordnung, grobe Messfehler, Ziffernstürze beim Notieren etc.) rasch bemerkt werden. Die übliche Software für Bau- und Vermessungswesen enthält meist Unterprogramme oder Labels, die eine halbautomatische Kontrolle von Vermessungspunkten durch Sperrmaße ermöglicht.
Eine Sonderform von Sperrmaßen ist die (hier horizontale) Pfeilhöhe, mit der die Vermessung gekrümmter Trassen und anderer Kurven kontrollierbar ist. Dabei wird mit je 3 aufeinander folgenden Kurvenpunkten P1, P2, P3 der seitliche Abstand von P2 zur geradlinigen Verbindung P1-P3 gemessen. Mit solchen Pfeilhöhen kann die Krümmung der Kurve einfach überprüft werden.

## Quelle
- Nutzung von Katasterdaten – wie genau wird die Grenze benötigt? Angewandte Geoinformatik 2005 – Beiträge zum 17. AGIT-Symposium Salzburg (Strobl, J.,Blaschke, T., Griesebner, G., Eds.) S. 493–502. Wichmann Verlag Heidelberg (online bei geoinfo.tuwien.ac.at - pdf, 198 KB)